# Bronisław Spałek
Bronisław Spałek (ur. 1883, zm. 1942 w Warszawie) – polski duchowny baptystyczny,  prezes Związku Zborów Słowiańskich Baptystów w Polsce.

## Życiorys
Urodził się w okolicach Wielunia. Przed I wojną światową mieszkał na Ukrainie i wykonywał zawód kołodzieja. Tam też związał się z ruchem baptystycznym. Macierzysty zbór skierował go na studia do Niemiec, gdzie ukończył seminarium teologiczne w Hamburgu.
W latach 1922–1931 pełnił urząd pastora zboru słowiańskich baptystów w Warszawie. Był współzałożycielem Towarzystwa Wydawniczego „Kompas” w Łodzi i Stowarzyszenia Wzajemnej Pomocy Baptystów. W 1926 został wybrany na prezesa Związku Zborów Słowiańskich Baptystów w Polsce. W latach 1935–1939 był duszpasterzem baptystycznego domu opieki w Narewce w województwie białostockim, skąd musiał uchodzić przed wkraczającymi wojskami sowieckimi.